# Den russisk-tyrkiske krig (1710-1711)
Den russisk-tyrkiske krig 1710–1711, også kendt som Prut-felttoget, var en kortvarig krig mellem Zar-Rusland og Det Osmanniske Rige.
Krigen, der var en del af Den store nordiske krig, blev indledt efter den svenske konge Karl 12. efter sit nederlag til den russiske hær ved Slaget ved Poltava søgte tilflugt i Moldavien, der var en osmannisk vasal. Russerne trængte ind i Moldavien for at tilfangetage kongen, hvilket førte til en krigserklæring fra den osmanniske sultan Ahmed 3.. Den russiske zar Peter den Store samlede en hær, der gik igennem Moldavien for at angribe osmannerne på den anden side af Donau, men blev standset af en osmanniske hær ved floden Prut. Den russiske hær måtte opgive sit felttog, og der blev i stedet indgivet en fredsaftale, Prut-traktaten.

## Baggrund
Krigen brød ud som en udløber af Den store nordiske krig, hvor Rusland og dets allierede var i krig mod Sverige og dets allierede. Sveriges konge, Karl 12., invaderede under krigen i 1708 det russisk kontrollede Ukraine, men led i sommeren 1709 et afgørende nederlag ved Slaget ved Poltava. Karl 12. og hans nærmeste tropper flygtede til den osmanniske fæstning i Bender i den osmanniske vasal Moldavien.. Den osmanniske sultan Ahmed 3. afviste russiske krav om at udlevere Karl 12. til russerne, hvorfor Peter den Stores tropper gik ind i Moldavien, hvilket fik sultanen til at erklære krig mod Rusland den 20. november 1710. Samtidig hermed indgik den lokale hersker (hospodar) Dimitrie Cantemir af Moldavien og den russiske zar en traktat, hvor Moldavien lovede sin støtte til Rusland i krigen mod osmannerne. Moldavien stillede tropper til rådighed og lod russerne gå gennem Moldaviens territorium og lovede de russiske tropper adgang til de moldaviske fæstninger. I sommeren 1711 førte Peter den Store sin hær gennem Moldavien, hvor han sluttede sig til Cantemirs hær når den moldaviske hovedstad Iași, hvorefter de rykkede sydpå langs floden Prut. Deres mål var at krydse Donau, der udgjorde grænsen mellem Det Osmanniske Rige og dets vasalstat Moldavien.
Samtidig samlede osmannerne deres hær, der var mange gange større end den russiske og moldaviske hær. I juni 1711 rykkede den osmanniske hær nordpå for at møde russerne.

## Slag under krigen
Peter den Store overlod det til feltmarskal Boris Sheremetev at hindre, at osmannerne gik over Donau. Russerne blev imidlertid angrebet af kavaleri fra osmannernes vasal, Krim-khanatet, og Sheremetev havde vanskeligt ved at finde mad til sine tropper og heste. Det lykkedes derfor osmannerne at krydse floden uden modstand.

### Erobring af Brăila
Mens den russisk-moldaviske hovedstyrke rykkede mod syd langs Prut, bevægede en del af den russiske hær under kommando af general Carl Ewald von Rönne mod Brăila, en større havneby på Donaus venstre bred. Brăila lå i Valakiet, men blev administreret direkte af osmannerne som en såkaldt kaza. Med den russiske hær var en del af Valakiets hær under ledelse af næstkommanderende i Valakiets hær, Toma Cantacuzino, der modsatte sig ordrer fra Valakiets regent Constantin Brâncoveanu og i stedet sluttede sig til russerne. De to hære angreb og erobrede Brăila efter at have belejret byen i to dage (den 13.- 14. juli 1711).

### Slaget ved Stănileşti
Peter den Store og Cantemir koncentrerede deres tropper på højre bred af Prut, hvor osmannerne stod på den venstre bred. Den 19. juli krydsede de osmanniske janissarer og tatarernes lette kavaleri Prut ved enten at svømme eller med både, og det lykkedes dem at drive den russiske fortrop tilbage. Dette gav osmannerne mulighed for at bygge pontonbroer og krydse floden. Peter den Store forsøgte at bringe sin hovedstyrke til at bistå sin fortrop, men osmannerne slog russerne tilbage. Russerne trak sig herefter tilbage til en defensiv stilling ved Stănileşti, hvor de gravede sig ned. Osmannerne omringede hurtigt stillingen. Janitsharerne angreb den russiske stilling igen og igen, men blev slået tilbage og mistende omkring 8.000 mand i angrebene. Osmannerne bombarderede også russerne med artilleri, hvilket hindre dem i at nå til floden efter vand. Med en sultende og tørstende hær, var Peter den Store nødt til at indgå en fredsaftale med Osmannerne.

### Fredsaftale
Konflikten sluttede den 21. juli 1711 med Prut-traktaten til Karl 12.’s store skuffelse. Fredsaftalen, der blev bekræftet i 1713 med Adrianopel-traktaten, fastsatte, at Peter den Store skulle tilbagegive Azov til osmannerne og nedlægge russiske fæstninger ved Azovhavet, bl.a. fæstningen i Taganrog. Herudover forpligtede Peter den Store sig til ikke at blande sig i forhold vedrørende Den polsk-litauiske realunion.
Osmannerne forlangte, at Peter den Store garanterede sikker passage for den svenske konge, og at han udleverede Dimitrie Cantemir. Peter den Store lovede sikker passage for konge, men afstod fra at udlevere Cantemir, der forinden var flygtet fra den russiske lejr.
I lyset af Peter den Stores position efter nederlaget var fredsaftalens vilkår særdeles milde. Der verserede rygter om at Peter den Store betalte et stort beløb til storvesiren Baltagy Mehmed Pasha i bestikkelse for at opnå en gunstig fredsaftale.

## Konsekvenser
Selvom nyheden om den osmanniske sejr blev vel modtaget i Konstantinopel, vendte den offentlige mening sig hurtigt mod Baltacı Mehmet Pasha, der blev beskyldt for at have modtaget bestikkelse for at indgå en for mild fredsaftale, og han blev afsat som storvisir.
Krigen fik også osmannerne til at ændre deres politik i de kristne vasalstater Moldavien og Valakiet. For at sikre kontrollen med de to donaufyrstendømmer indførte osmannerne direkte styre af fyrstendømmerne gennem indsættelse af kristne herskere, de såkaldte fanarioter. Moldaviens fyrste Cantemir var flygtet til Rusland med sit hof og osmannerne indsatte Nicholas Mavrocordatos som ny fyrste. I Valakiet blev fyrsten Konstantin Brâncoveanu beskyldt for at have samarbejdet med fjenden. Da den russisk-moldaviske hær rykkede gennem Moldavien, havde Brâncoveanu samlet en valakisk hær nær grænsen til Moldavien og afventede den russiske hærs ankomst og havde efter sultanens opfattelse været klar til at slutte sig til den russiske hær. Den valakiske næstkommanderende Toma Cantacuzino havde under krigen skiftet side til russerne, og sultanen mistænkte, at Brâncoveanu havde haft tilsvarende planer, selvom han havde returneret gaver, som han havde modtaget fra russerne. Efter tre års betænkningstid besluttede sultan Ahmed 3., at arrestere Brâncoveanu og dennes fire sønner, der herefter blev ført til Konstantinopel, hvor de blev henrettet.
Karl 12. og den allierede krimske khan Devlet 2. Giray fortsatte deres bestræbelser på at få sultanen til at erklære en ny krig. Tilhængere af en ny krig beskyldte russerne for at være langsommelige med at opfylde forpligtelserne i fredstraktaten, men en krig blev afværget via diplomatiet, og en ny traktat blev indgået i 1712. Året efter lykkedes det krigstilhængerne at overtale sultanen til atter at erklære krig den 30. april 1713. Krigserklæringen førte dog ikke til krigshandlinger, og en ny fredsaftale blev forhandlet på plads. Sultan Ahmed 3. var ikke interesseret i krig og besluttede i stedet at sørge for at få Karl 12. sendt ud af Moldavien. Ahmed 3. afsatte også Devlet 2. Giray fra tronen i Krim-khanatet og sendte ham i eksil på den osmanniske ø Rhodos, idet Devlet ikke havde udvist tilstrækkelig respekt for Karl 12. under krigen og under Karls ophold i Moldavien. Devlet 2. Giray havde anset Karl 12. som krigsfange og havde ignoreret Karl 12.'s ønsker. Karl 12. blev sendt ud af Moldavien til Stralsund i Svensk Pommern, der på det tidspunkt var under belejring af tropper fra Sachsen, Danmark, Preussen og Rusland.